# إل كابيتان

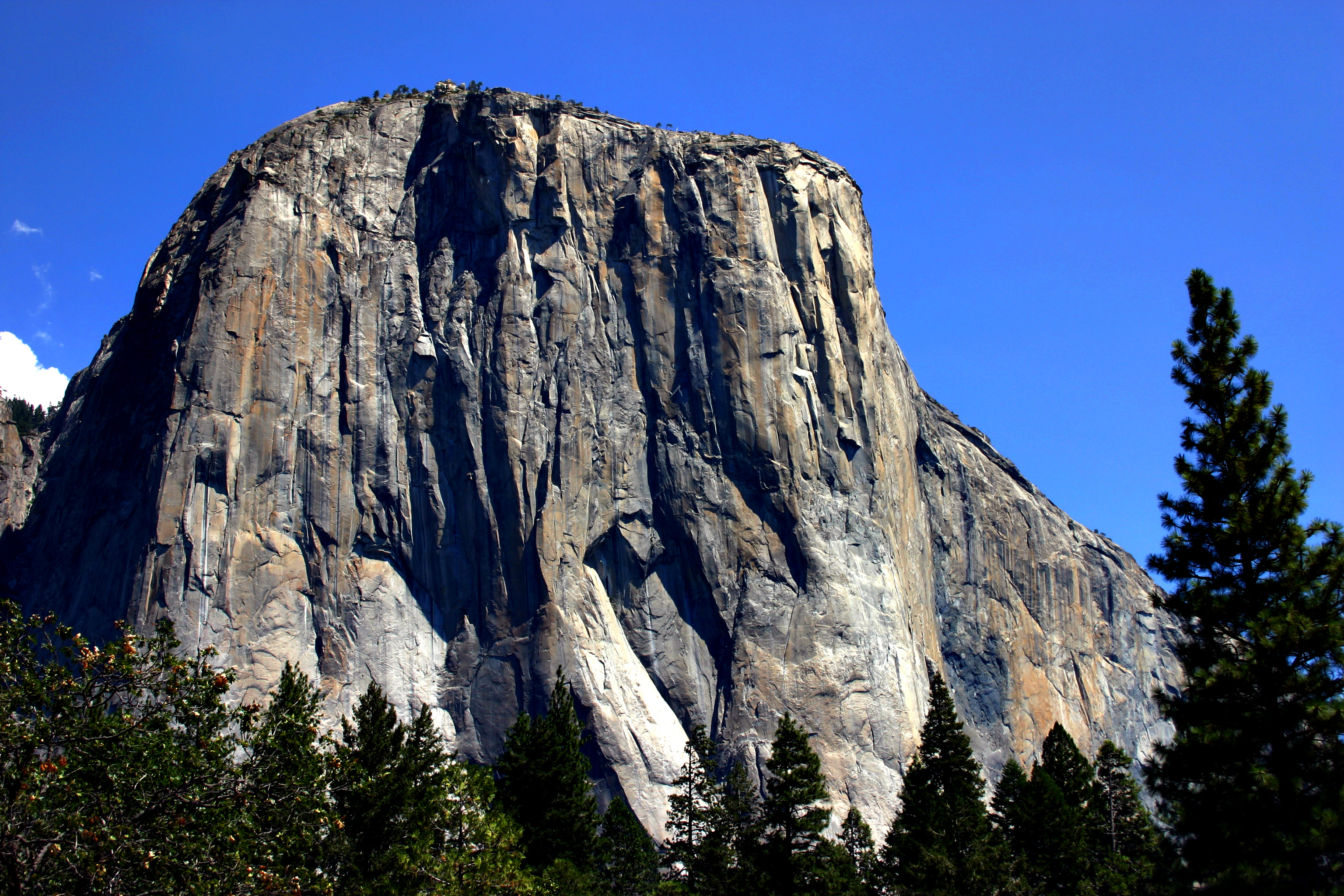
صورة لجرف الكابتن من وادي يوسيميتي.

إل كابيتان (بالإنجليزية: El Capitan)‏ هو منحدر صخري شاقولي في حديقة يوسيميتي الوطنية يقع في الجانب الشمالي من وادي يوسيميتي على النهاية الغربية. تمتد القمة الغرانيتية على ارتفاع 900 متر من القاعدة إلى القمة، حيث تعتبر واحدة من أكثر القمم تحديا في العالم لمتسلقي الصخور.
تم تسمية هذه القمة «إل كابيتان» (بالإسبانية: El Capitan)‏ من قبل بعثة الاكتشاف الإسبانية في عام 1851، كترجمة إسبانية تقريبية لما أطلقه السكان المحليون الأصليون على هذه القمة وهو «تا تو كون أو لا»، ولا يعرف إن كان لقب الكابتن يشير إلى قائد القبيلة أو الصخرة القائدة.
من الممكن الوصول إلى قمة الكابتن عن طريق من وادي يوسيميتي عبر شلالات يوسيميتي، أما بالنسبة للمتسلقين فالتحدي هو تسلق الجرف الصخري من وجهه المكشوف عن طريق طرق معروفة.

## اقرأ أيضا
- نصف القبة